# Мигелете (Уругвай)
Мигелете (исп. Miguelete) — населённый пункт сельского типа в юго-западной части Уругвая, в департаменте Колония.

## География
Мигелете расположен на дороге № 106, немногим к югу от её пересечения с дорогой № 54, примерно в 63 км к северо-востоку от административного центра департамента, города Колония-дель-Сакраменто. Абсолютная высота — 118 метров над уровнем моря.

## История
Населённый пункт был основан 27 марта 1909 года. 8 ноября 1942 года получил статус села (Pueblo).

## Население
Население по данным на 2011 год составляет 999 человек.
| Год  | Население |
| ---- | --------- |
| 1963 | 438       |
| 1975 | 536       |
| 1985 | 649       |
| 1996 | 893       |
| 2004 | 979       |
| 2011 | 999       |

Источник:Instituto Nacional de Estadística de Uruguay